# Larix griffithii
Larix griffithii (модрина сіккімська, кит.: 西藏红杉, Xizang hongshan) — вид модрин родини соснових.
Видовий епітет вшановує британського лікаря, натураліста і ботаніка Вільяма Гріфіта, який відкрив цей вид в Бутані.

## Таксономічні зауваження
Два різновиди визнають. Типовий різновид поширений в східних Гімалаях в той час як Larix griffithii var. speciosa (W.C.Cheng & Y.W.Law) Farjon в даний час відомий лише з пн.-зх. Юньнаню і пд.-сх Тибету. Типовий різновид без загроз зникнення, тоді як var. speciosa окремо оцінюється як NT.

## Поширення, екологія
Країни поширення: Бутан; Китай (Тибет, Юньнань); пн.-сх. Індія (Аруначал-Прадеш, Ассам, Сіккім); сх. Непал. Зустічається в хмарному поясі сх. Гімалаях, на висоті від (1800)2400–4000(4100) м над рівнем моря, на скелястих моренах або різних літозолях. Клімат вологий (літні мусони), з річною кількістю опадів більше 2000 мм. Зустрічається в чистих лісах до лінії дерев, на більш низьких висотах часто разом з Abies spectabilis, Abies densa, Pinus wallichiana, Picea spinulosa, Tsuga dumosa, Juniperus, Betula utilis і різними великими видами рододендрона.

## Опис

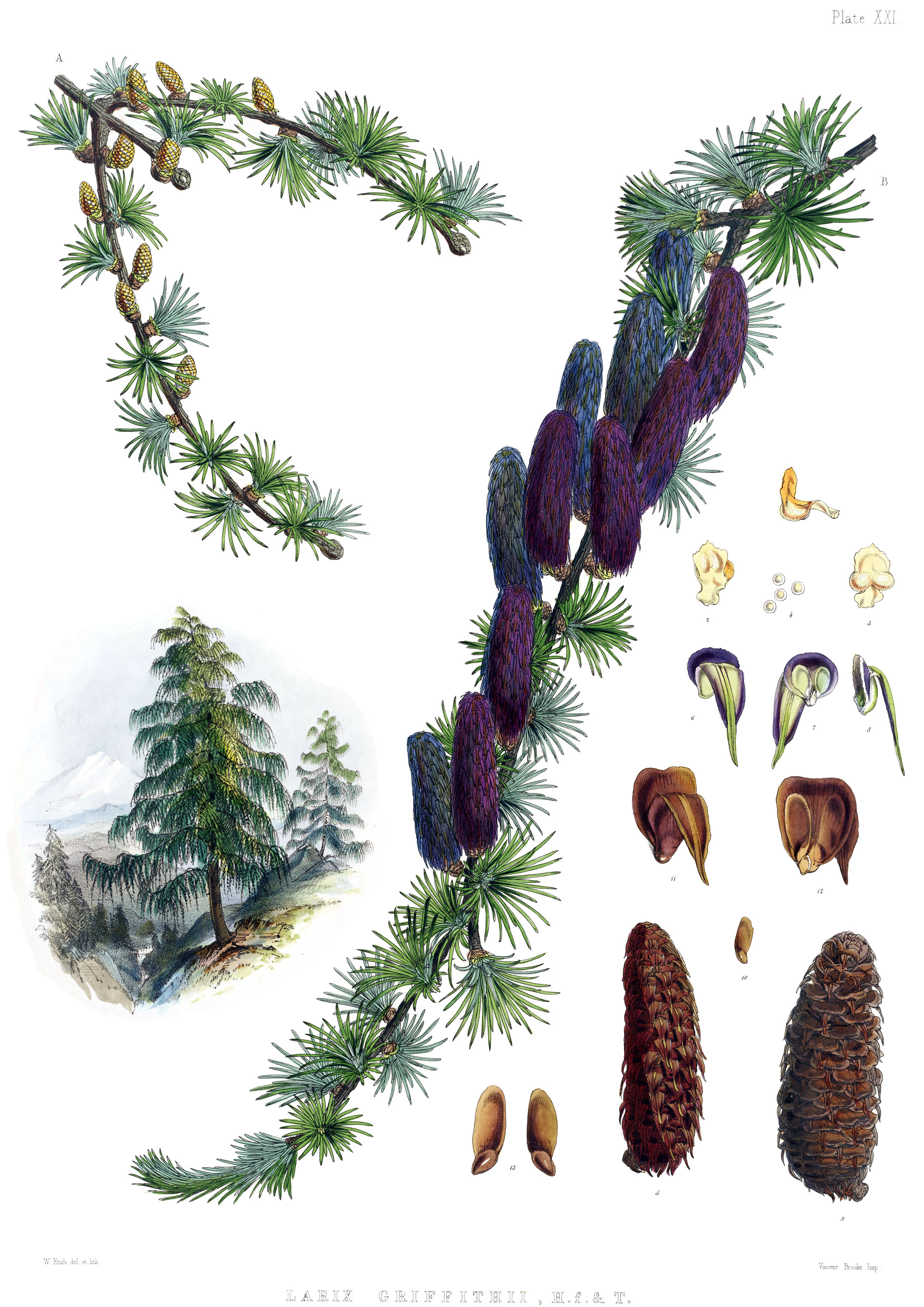
Шишка

Дерева більше ніж 20 м у висоту і 80 см діаметра. Стовбур прямий або кривий. Крона від широко-конічної до пірамідальної форми. Основні гілки довгі і горизонтальні з вгору піднятими кінцями. Решта гілок довгі, тонкі і пониклі. Гілки із спочатку червонувато-коричневою пізніше сірою, жовтуватою або світло-коричневою корою. Молоді гілки можуть бути волохатими або лисими, з третього року вони лисі. Кора на старих деревах луската, сіро-бура або темно-коричнева з глибокими поздовжніми тріщинами. Довгі пагони червоно-коричневі, світло-коричневі або жовто-коричневі; короткі пагони 6–8 мм в діаметрі, майже гладкі, із залишками лускатих бруньок і кілець знизу лусок; зимові бруньки яйцювато-кулясті або кулясті, не смолисті. Листя розміром 2,5–5,5 см × 1–1.8 мм; вони прямі, м'які, гнучкі, зелені. Хвоя блискуча, й восени жовтіє. Жовті пилкові шишки стоять вертикально на кінцях коротких пагонів, часто численні на повислих гілках; вони 1–2 см в довжину. Насіннєві шишки коли зрілі коричневі або світло-коричневі, циліндричні еліпсоїди розміром 5–11 × 2,2–3 см. Насіння світло-сіре з нерегулярними пурпурними плямами, косо обернено-яйцеподібне, близько 10 мм, включаючи крило. Запилення відбувається з квітня по травень, насіння зріле в жовтні.

## Використання
має другорядне економічне значення через його присутність у віддалених долинах і на високих схилах. Вид був введений в Англії в 19 столітті, але не надто успішно і залишився обмежений до кількох дендраріїв та інших великих садів з колекціями екзотичних дерев, як правило, в країнах або регіонах з м'яким кліматом. Основна проблема, здається, в пошкодженні від "пізніх" заморозків.

## Загрози та охорона
Вирубка матиме потенційну загрозу для цього виду. Цей вид присутній у кількох охоронних районах на всьому діапазоні поширення.